# Theodor Husemann

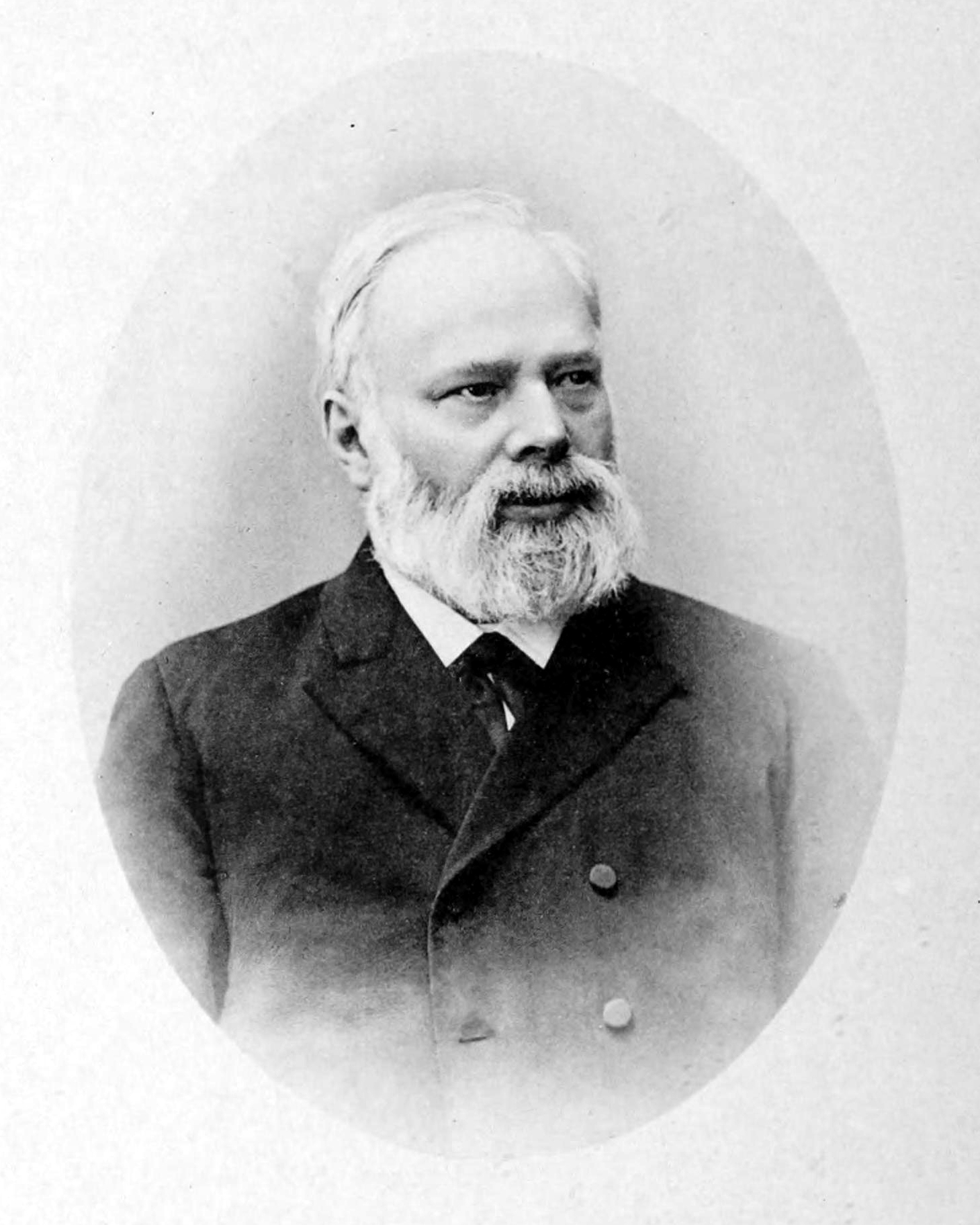
Theodor Husemann, vor 1897

Theodor Gottfried Valentin Husemann (* 13. Januar 1833 in Detmold, Fürstentum Lippe; † 13. Februar 1901 in Göttingen) war ein deutscher Arzt, Pharmakologe und Toxikologe.

## Leben
Theodor Husemann studierte ab 1850 Medizin an den Universitäten in Göttingen, Würzburg, Berlin und Prag. In Berlin wurde er am 27. Dezember 1854 zum Doktor der Medizin promoviert. Er war ab 1855 als Arzt im Fürstentum Lippe tätig, bevor er sich 1865 als Privatdozent der Pharmakologie und Toxikologie in Göttingen habilitierte.
Husemann wurde 1873 an der Universität Göttingen zum Professor für Pharmakologie und Toxikologie ernannt. Einen Ruf als Ordinarius an die Universität Marburg lehnte er ab. Von 1881 bis 1883 war er zudem Mitglied der deutschen Pharmakopoekommission, außerdem wirkte er als Sachverständiger an mehreren Mordprozessen mit.
Von seinen Schriften fanden vor allem seine Handbücher Beachtung. Diese hatte er zum Teil mit seinem Vetter, dem Chemiker und Apotheker August Husemann, herausgegeben. Husemann war auch Mitarbeiter an der Allgemeinen Deutschen Biographie.

## Ehrungen
Nach ihm ist die Pflanzengattung Husemannia F.Muell. aus der Familie der Mondsamengewächse (Menispermaceae) benannt.

## Schriften (Auswahl)
- mit August Husemann: Handbuch der Toxikologie : im Anschlusse an die zweite Auflage von A. W. M. van Hasselts Handleiding tot de vergiftleer. Band I, Reimer, Berlin 1862 (Digitalisat), Zusatzband, Reimer, Berlin 1867 (Digitalisat)
- Handbuch der gesamten Arzneimittellehre. 2 Bände, Berlin 1873–1875.
  - 2. Aufl., Springer, Berlin 1883, Band I (archive.org). Band II (archive.org – S. 1210–1243: Gesamtregister).
  - 3. Aufl., Springer, Berlin 1892 (Digitalisat).
- Die Schlafschwämme und andere Methoden der allgemeinen und örtlichen Anästhesie im Mittelalter. Ein Beitrag zur Geschichte der Chirurgie. In: Deutsche Zeitschrift für Chirurgie. 42, 1896, S. 517–596.
- Weitere Beiträge zur chirurgischen Anästhesie im Mittelalter. In: Deutsche Zeitschrift für Chirurgie. 54, 1900, S. 503 ff.
- Die Kölnischen Pharmakopöen und ihre Verfasser. Berlin 1899.
- Beiträge zu Albert Eulenburgs Real-Encyclopädie der gesammten Heilkunde. Erste Auflage.
  - Band 2 (1880) (Digitalisat), S. 168–169: Bienengift und verwandte Gifte; S. 227–236: Blausäure
  - Band 3 (1880) (Digitalisat), S. 137: Cetaceum; S. 555–559: Cyanverbindungen
  - Band 5 (1881) (Digitalisat), S. 309–315: Fischgift; S. 345–351: Fleischgift
  - Band 7 (1881) (Digitalisat), S. 313–314: Käsegift; S. 649–651: Krötengift
  - Band 8 (1881) (Digitalisat), S. 193–200: Leberthran; S. 220–223: Leichengift
  - Band 9 (1881) (Digitalisat), S. 322–324: Moschus; S. 329–332: Muschelgift
  - Band 11 (1882) (Digitalisat), S. 160–167: Ptomaine
  - Band 12 (1882) (Digitalisat), S. 157–178: Schlangengift; S. 409–411: Scorpionengift; S. 658–660: Spinnengift
  - Band 13 (1883) (Digitalisat), S. 519–524: Thierische Gifte; S. 524: Thieröl
  - Band 15 (1883) (Digitalisat), S. 3–11: Wurstgift
- Zweite Auflage.
  - Band 1 (1885) (Digitalisat), S. 568–571: Antitypica; S. 627–642: Apotheke